# Processo di famiglia
Processo di famiglia è un dramma scritto da Diego Fabbri, mandato in scena per la prima volta nel 1953.
Appartiene alla serie dei "drammi della coscienza".

## Trama
Abele, bambino adottato da Eugenio e Isolina, viene rivendicato da Bice, la vera madre; morirà accidentalmente cadendo nella tromba di un ascensore.

## Rappresentazioni
La prima è andata in scena l'11 dicembre 1953 al Teatro Carignano di Torino dalla «Compagnia del Teatro di via Manzoni di Milano», per la regia di Alessandro  Brissoni; con Memo Benassi (Eugenio), Lilla Brignone (Isolina), Glauco Mauri (Libero), Laura Rizzoli (Bice), Enrico Maria Salerno (Rolando), Loredana  Savelli (Vanna), Ezio Gaggiotti (Abele), Adriana Asti (la cameriera).
Questa versione è stata trasmessa dal Secondo canale della radio il 17 maggio 1954 e più volte replicata.

## Adattamenti
Il primo adattamento per la televisione è stato trasmesso il 20 febbraio 1959, per la regia di Vittorio Cottafavi, con Gianni Santuccio (Eugenio), Evi Maltagliati (Giovanna), Nando Gazzolo (Libero), Valeria Valeri (Bice), Enrico Maria Salerno (Rolando), Mila Vannucci (Vanna), Massimo Giuliani (Abele), Grazia Cappabianca (la cameriera).
La Rai mandò in onda nel 1992 il film TV in 2 puntate tratto dall'opera teatrale, per la regia di Nanni Fabbri, figlio di Diego, con partitura musicale di Piero Montanari; nel cast, Renzo Montagnani, Alessandra Martines, Maurizio Donadoni, Angiola Baggi, Lorenzo Majnoni, Cinzia De Ponti. Le riprese si sono svolte a Chieti.

## La critica
Secondo Francesco Bernardelli: «Fabbri si è affidato con molta bravura e con onestà di ragionamenti a un tipo di dialogo che ricordava Pirandello, e che è pur spedito e piacevole».
Secondo Orio Vergani: «Il dramma, quando è "centrato" su di lei [Isolina], non ha una sola battuta falsa: e alla sua lucida, acciaiata determinazione fa riscontro con un giusto tono dolente il carattere del marito».